# 유키 히로
유우키 히로(일본어: 優希 比呂, 1965년 2월 13일 ~ )는 일본의 남성 성우이다. 도쿄도 출신이다.
대표작은 『패왕대계 류나이트』(아듀 월섬), OVA 『기동전사 건담 제08MS소대』 (미켈 니노리치), 『용자지령 다그온』 (카자마츠리 요쿠/윙 요쿠, 융합합체 다그 윙), 『신세기 에반게리온』 (휴우가 마코토), 『Weiß kreuz』 (츠키요노 오미), 『선계전 봉신연의』 (태공망), 『아크 더 래드』 (아크 에다 리콜느), 『스타오션EX』 (클로드 C 케니) 『안젤리크』시리즈 (초목의 수호성 마르셀) 등.

## 출연작품

### TV 애니메이션
출연 시기 불명
- 그것 가라!호빵맨(침대 훈, 오다필요해 훈, 두부 훈)

1991년
- 오이싱보(미식가)(마사시)
- 마법의 엔제르스이트민트(보스턴)

1992년
- 바람안의 소녀 금발의 제니-(로버트)
- 짱구는 못말려(지로, 젊은 남자)
- 초전동 로보트 철인 28호 FX(한스)
- 미캉의 그림일기(카르마)

1993년
- 드래곤볼 Z(덴데(청년), 샤프나, 키라, 노크)
- 닌타마 란타로(야마다리길(초대~2기), 재고고배, 이가기손병(초대))
- 메슥메슥 파라다이스(타카쿠라천태)
- 용사 특급 마이트가인(유리우스)
- 작은 아씨들 낭과 죠 선생님(에밀·호프만)
- 소미안(푸른 채소 히토시 남편 「약육강식」)

1994년
- 캡틴 쓰바사 J(미사키 타로( 청년기))
- 3가의 타마 우리 타마 모릅니까?(타케시, 미카와나 초밥, 2가의 노라)
- 도라에몽(협객 B)
- 패왕 대계 류나이트(아듀·월섬)
- 몬타나 존스(트시바)
- 용자경찰 제이데커(축구 형사 드릴 보이, 기하 이다3 형제 삼남·미등)

1995년
- 애천사 전설 웨딩 피치(리오마)
- H2(모리야)
- 신세기에반게리온(휴우가 마코토)
- 짐승 전사 가르키바(테디암, 프린스·더더)
- 널스 엔젤리카 SOS(루프)
- 버처파이터(게이츠)
- 폭음 헌터(시리우스)
- 모쟈공(학생, 카파-)
- 얀보우닌보우톤보우(슈크)

1996년
- 아기와 나(후지이 아키히로)
- 집없는 소년 레미(리칼도)
- 지옥 선생님~∼( 제4 코스의 유령)
- 신데렐라 이야기(멜빌)
- 슬레이어즈NEXT(알프레드)
- 드래곤볼 GT(덴데)
- 의들 고양이 다운타운(페론)
- VS기사 라무네&40염(브락크람네스)
- 폭주 형제 렛츠&고!!(반텟트·에이스케)
- 용자지령 다그온/(카자마츠리 요쿠/윙요쿠/융합 합체 다그윙)

1997년
- 흡혈희미석(모리 코이치)
- 소녀 혁명 우테나(디오스)
- 폭주 형제 렛츠&고!!WGP(칼로·세레이니)
- 개여 가끔 돼지 (나베신, 나베신의 아버지외)
- 포켓몬스터(드리오)
- 데즈카 오사무의 구약 성서 이야기(다비데)
- HARELUYA II BY(혼죠용일)
- 마하 GoGoGo(사와무라량)

1998년
- Weiß kreuz Glhen(오미(츠키요노신)/다카토리위)
- Only·You 비바!카바레식 클럽(이삼)
- 그란다 무사시 RV(컬·아만)
- 꿈으로 만날 수 있으면(후그들마스오)
- 바람의 검심 -메이지 검객 낭만담-(용지개, 영수)
- LEGEND OF BASARA(하야트)

1999년
- 아크자랏드(아크·에다·리코르누)
- 짱구는 못말려(응)
- 선계전봉신연의(태공망)
- 지구 방위 기업 다이·가이드(스미다 요스케)
- 폭구 연발!!스파비다만(이쥬우인 압정)

2000년
- 인형 이야기 책 조종해 사콘(9죠영명)
- 주간 스토리 랜드(시우위문의 제자 2, 정길, 강도B, 신고)

2001년
- GO!GO!다섯쌍둥이(모리노 히노키)
- 스크라이드(내년 여름월상)
- 스타오션 EX(크로드·C·케니)

2002년
- 아따맘마(TV의 아들)
- Weiß kreuz Glhen(페르시아/다카토리위/오미(츠키요노신))
- Witch Hunter ROBIN(마이클·리)
- 기동전사 건담 SEED(크로트·브엘)
- GetBackers-탈환가게-(악마기녀)

2003년
- 짱구는 못말려 (이케멘, 남성, 플라워 남작)
- 폭전슛베이블레이드 G레볼루션(미카엘)
- 록맨 에그제 AXESS(라이카)

2004년
- 머리 글자 D Fourth Stage(신이치)
- B-전설! 바트르비다만(카인·마크다넬·르스)
- BLEACH(젊은 죽음의 신)
- 보보보보·보 보보(라이스/곰 6호)
- 링에 걸쳐라 1(헤르가)
- 록크만에그제 Stream(라이카)

2005년
- IZUMO -맹나무검의 섬기-(대두강)
- 사무라이 챔프 루(타츠 유키노부)
- SPEED GRAPHER(쓰지토)
- 조이드제네시스(요약)
- 닌타마 란타로(너무 빠른 천재)
- 블랙·잭(히어로)
- 록맨 에그제 BEAST(라이카)

2006년
- 에어·기어(반도우 미틀)
- 내린 지 얼마 안되는 뮤지컬 네리마 무브라더즈(유켈·하 쿠션)
- 사랑하는 천사 안젤리크~마음의 시~(초목의 수호성마르셀)
- 개인전 개인전 와
- 신성휘듀엘·마스터 토너먼트 플래시(진크로우, 산내조)
- 축!(하피☆라키) 깜짝 맨(노신훗드·신제훗드(2대째)/성나이트로빈)
- 무장련금(와정)
- 링에 걸쳐라 1 일·미 결전편(헤르가)
- 록맨에그제 BEAST+(라이카)

2007년
- 사랑하는 천사 안젤리크~빛남의 내일~(초록의 수호성마르셀)
- Yes! 프리큐어 5(카와리노)
- CLAYMORE(리가르드)

2008년
- 짱구는 못말려(조개)
- 그것 가라!호빵맨(크래커 훈(2대째))
- 백작과 요정(니코)

2009년
- Yes! 프리큐어 5GoGo!(사원)
- 괴담 레스토랑(코우모토 쇼우)
- 짱구는 못말려(또 무관)
- 강각의 레기오스(디 버릇 리오·마스케인)
- 파중의 아침 타로(당근의 쇼조우)
- 메탈 파이트 베이블레이드(심해류타로)

2010년
- 도라에몽(뻗어 조(아이 시대))
- 링에 걸쳐라 1 영도편(헤르가)

2011년
- 링에 걸쳐라 1 세계 대회편(헤르가)

### OVA
1994년
- 사이버 포뮬러 제로 (앙리 클레이토르)

1996년
- 샤머닉 프린세스 (리온)
- 사이버 포뮬러 사가 (앙리 크레이토르)

### 게임
1995년
- 아크 더 래드 (아크 에다 리콜느)

1996년
- 신세기 에반게리온 SS판 (휴가 마코토)
- 스타오션 (라틱스 파렌스)
- 아크 더 래드2 (아크 에다 리콜느)
- 아르남의 날개 소진의 하늘의 저 쪽에 (쿠스미다)

1997년
- 알바레아의 소녀 (레오 듀란달)
- 신세기 에반게리온 강철의 걸프렌드 (휴가 마코토, 무사시)
- 동급생2 PS판 (사이온지 아리토모)

1998년
- 리얼 바우트 아랑전설2 THE NEWCOMERS (알프레드)
- 리얼 바우트 아랑전설 스페셜 DOMINATED MIND (알프레드)
- 엔드섹터 (주인공)

1999년
- 언젠가, 서로 겹치는 미래 (브라우 마이스터)
- 신세기 에반게리온 NINTENDO64판 (휴가 마코토)

2000년
- 더 킹 오브 파이터즈 더 킹 오브 파이터즈99 EVOLUTION (EX 스트라이커 알프레드)
- 건퍼레이드 마치 (이와타 히로무)

2003년
- 비너스&브레이브즈 ~마녀와 여신과 멸망의 예언~ (레오)
- 아크 더 래드 정령의 황혼 (용자, 두라고족)
- 신세기 에반게리온2 (휴가 마코토)
- 사무라이 스피릿츠 제로 (토쿠카와 요시토라)

2004년
- 사무라이 스피릿츠 제로SPECIAL (토쿠카와 요시토라)
- IZUMO2 (야마토 타케시) : 비스켓 시샤쿠 (ビスケット子爵) 명의
- 아크 더 래드 제네레이션 (아크 에다 리콜느)

2006년
- 신세기 에반게리온 강철의 걸프렌드 특별편 (휴가 마코토, 무사시)
- 신세기 에반게리온2 만들어진 세계 -another cases- (휴가 마코토)
- IZUMO2 학원광상곡 (야마토 타케시) : 비스켓 시샤쿠 (ビスケット子爵) 명의
- 테일즈 오브 판타지아 풀 보이스 에디션 (데미텔)
- 드래곤볼Z 스파킹! 네오 (타피온, 덴데)
- 시크릿 오브 에반게리온 (휴가 마코토)

2007년
- 리즈의 아틀리에 ~오르돌의 연금술사~ (마논 알렉시스)
- 엘반디아 스토리 (아슈레이)
- 드래곤볼Z 스파킹! 메테오 (타피온, 덴데)

2008년
- 드래곤볼Z 인피니트 월드 (덴데)

### 드라마 CD
- 디지몬 테이머즈 스페셜 드라마 CD - Days, 정보와 비일상 (리 젠랴/곽소룡)